# Heinrich von Levitschnigg
Heinrich von Levitschnigg (magyarosan: Levitschnigg Henrik, Bécs, 1810. szeptember 25. – Bécs, 1862. január 25.) osztrák hírlapíró és költő.

## Életpályája
Apja Bécsben jogtudós volt, aki 1815-ben nemességet, 1818-ban pedig mint birtokos Glomberg előnévvel lovagi rangot nyert. Levitschnigg 15 éves korában édesapja elvesztése után filozófiát hallgatott; azután a jogi, majd az orvosi pályát választotta, de egy év múlva ezt is elhagyta és 1830-ban kadétként belépett a dragonyos-, majd a határőrezredbe. 1834-ben, hadnagyi rangjának megtartása mellett, megvált a katonaságtól és Bécsbe költözött, ahol a jelesebb írókkal megismerkedvén ő is író lett. 1836 decemberében anyjának halála után felismerte, hogy a család hanyatlása őt is vagyontalanná tette és kenyérkeresetre szorította. Saphir M. G. ekkor a Humorist munkatársai közé fogadta, s hét évi gondnélküli életet szerzett neki. Költeményei kiadásával is jó hírnevet szerzett magának, úgyhogy 1845 márciusában a Pester Zeitung szerkesztőségének meghívására e lap tárcáját szerkesztette 1849 áprilisáig, a császáriak elvonulásáig. Egy ideig mint magánzó élt Pesten és Kossuth Lajosról írt munkáján dolgozott. Az 1850-es évek közepén Bécsbe költözött és az irodalomnak élt. Élete utolsó éveiben a Der Zeitgeist c. politikai szatirikus lapot szerkesztette, amely 1862. január 25-i halálával megszűnt.
Költeményei a pesti Irisben (1840-41., 1843., 1846-47., Petőfi Nemzeti dalát is lefordította); szinműve a Foglár Lajos által kiadott Verworfene Schauspiele c. gyűjteményben (Pest, 1847. Löwe und Rose, Tauerspiel in 5 Aufz); beszélye a Dannen-Kalenderben (Pest, 1853. Acht glückliche Tage) és a soproni Harmoniában (1862. Der Zigenuerkönig bei Klausenburg) jelentek meg.

## Hazánkban megjelent vagy hazánkat érintő munkái
- Ritter. Ein Märchen. Pest, 1847
- Der steinerne Gast. Gedicht. Uo. 1848
- Kossuth und seine Bannerschaft. Silhouetten aus dem Nachmärz in Ungarn. Uo. 1850. Két kötet
- Die Geheimnisse von Pesth. Wien. 1853. Négy kötet. (2. kiadás. Uo. 1853)
- Der Zeitungsjunge. Nach dem Amerikanischen Uo. 1855. Három kötet
- 1854-55-ben Pesten szerkesztette és kiadta a Pester Sonntagszeitungot
- Kéziratban maradt Hunyady c. hőskölteménye, melyet az 1848. márciusi napok előtt rendezett sajtó alá

## Portréja
Arcképe névaláírásával: rézmetszet, rajzolta F. Weigel, metszette C. Preisel 1850-ben Bécsben (Pfautsch és Voss, Album österreichischer Dichter. Wien, 1850)